# Aparan

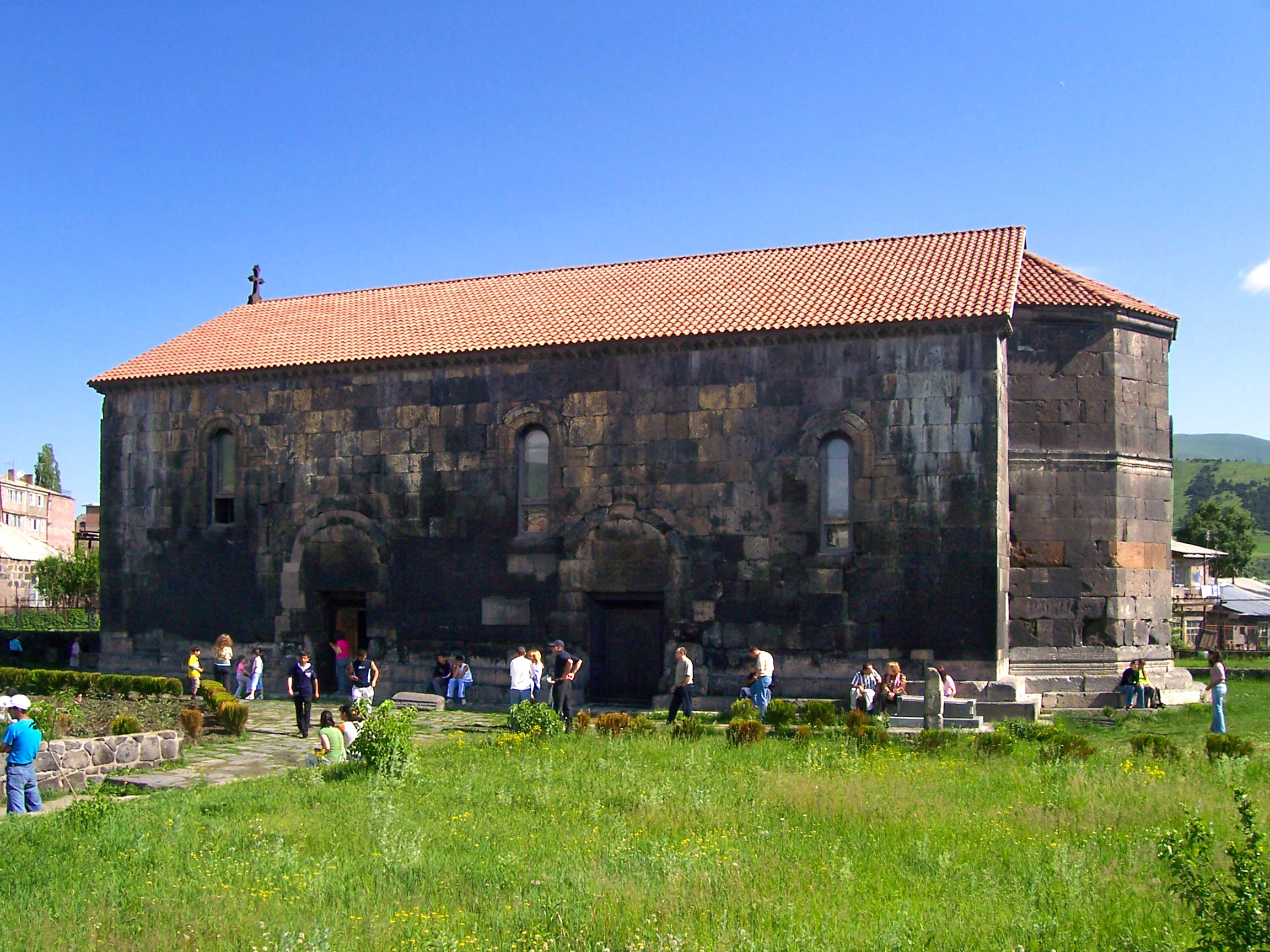
Die Basilika aus dem 4./5. Jahrhundert

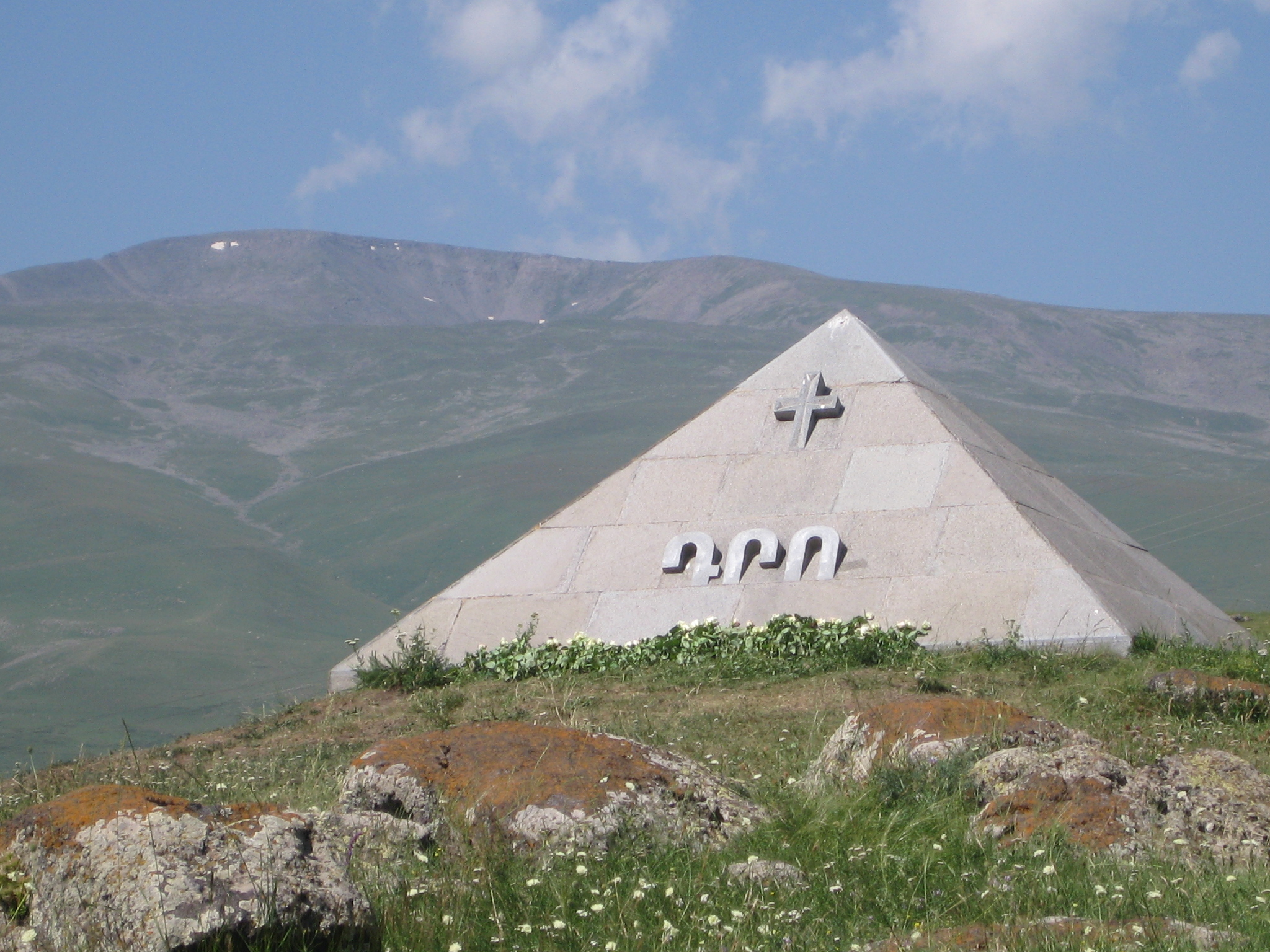
Mausoleum des Generals Drastamat Kanajan (Dro)

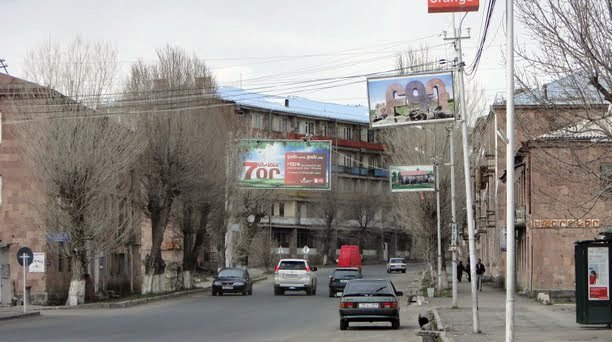
Im Stadtzentrum

Aparan (armenisch Ապարան), auch Abaran; bis 1935 Basch Aparan; früher Aparanbol, Abaranbol, Aparan Verin, Abaran Verin, Paraznavert, Kasach und Kasagh ist eine Stadt in der Provinz Aragazotn in Armenien.

## Lage
Aparan liegt etwa 60 Kilometer nördlich von Jerewan an der Schnellstraße M3, die Jerewan über Aschtarak mit der Stadt Wanadsor im Nordosten des Landes verbindet. 14 Kilometer nördlich von Aparan zweigt in Alagyaz eine Nebenstraße auf der Hochebene von Tsaghkahovit nach Westen bis Gjumri ab. Aparan liegt am Ufer des Flusses Kassagh auf der Ostseite des Berges Aragaz. Die Stadt zählt 6.451 Einwohner (Stand: 2021) armenischer und kurdischer Nationalität.

## Geschichte
Der Geograph Claudius Ptolemäus erwähnte die Stadt im 2. Jahrhundert unter dem Namen Casala, abgewandelt vom damaligen armenischen Kasagh. Der heutige Namen der Stadt stammt aus dem 10. Jahrhundert und wird vom armenischen Wort Aparank (Ապարանք, „Palast“) abgeleitet.
Im 5. oder 6. Jahrhundert wurde eine bis heute erhaltene und 2001 renovierte dreischiffige Basilika errichtet. Sie dokumentiert zusammen mit den um die gleiche Zeit entstandenen Basiliken von Jereruk (Yererouk, Provinz Schirak) und Dvin, dass die frühesten armenischen Gotteshäuser Längsbauten waren.
Während des Völkermordes an den Armeniern 1915 suchten armenische Flüchtlingen aus den von den Türken besetzten Gebieten in Aparan Zuflucht. Am 21. Mai 1918 war die Stadt Schauplatz der siegreichen Schlacht der Streitkräfte der Demokratischen Republik Armenien gegen die auf Jerewan vorrückende türkische Armee. Der Schlacht wurde ein Denkmal gewidmet. Der Leichnam des damaligen Befehlshabers, Drastamat Kanajan, genannt Dro, wurde postum im Jahr 2000 in das Mausoleum überführt.

## Alphabet-Skulpturen
Einen Kilometer nördlich des Dorfes Artaschawan und gut 20 Kilometer südlich von Aparan wurde neben der Schnellstraße ein ungewöhnlicher Skulpturenpark (Ajbuben-Park, Այբուբենի Այգի, „Park des Alphabets“) errichtet. Er ist dem von Mesrop Maschtoz geschaffenen armenischen Alphabet gewidmet. Um die Figur des heiliggesprochenen Mönches wurden die 36 Buchstaben seines Alphabets aufgestellt, ausgemeißelt aus zwei Meter hohen Tuffsteinplatten. Der Ort zeigt, dass die Armenier ihr Alphabet als Teil ihrer nationalen Identität betrachten.

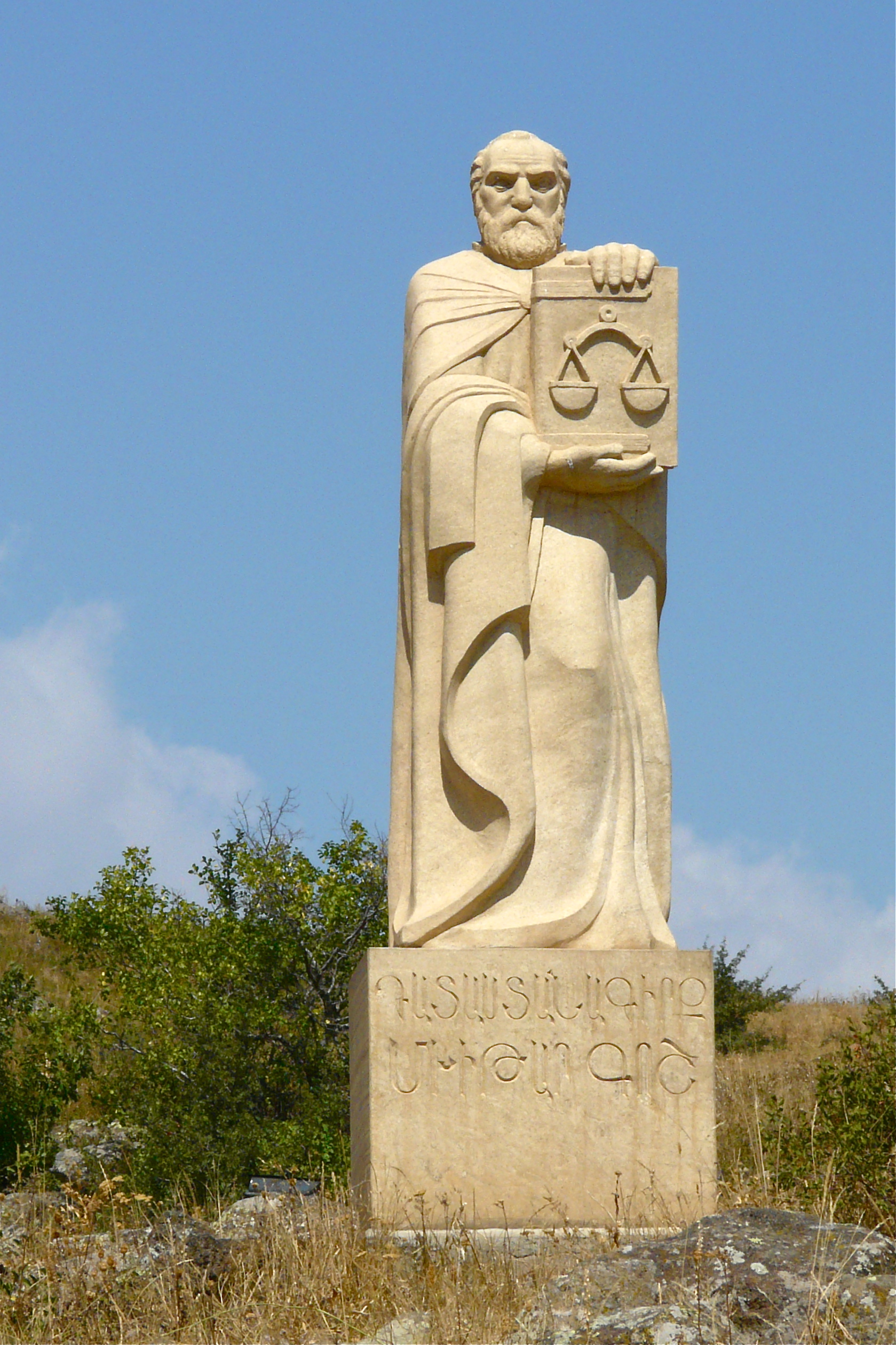
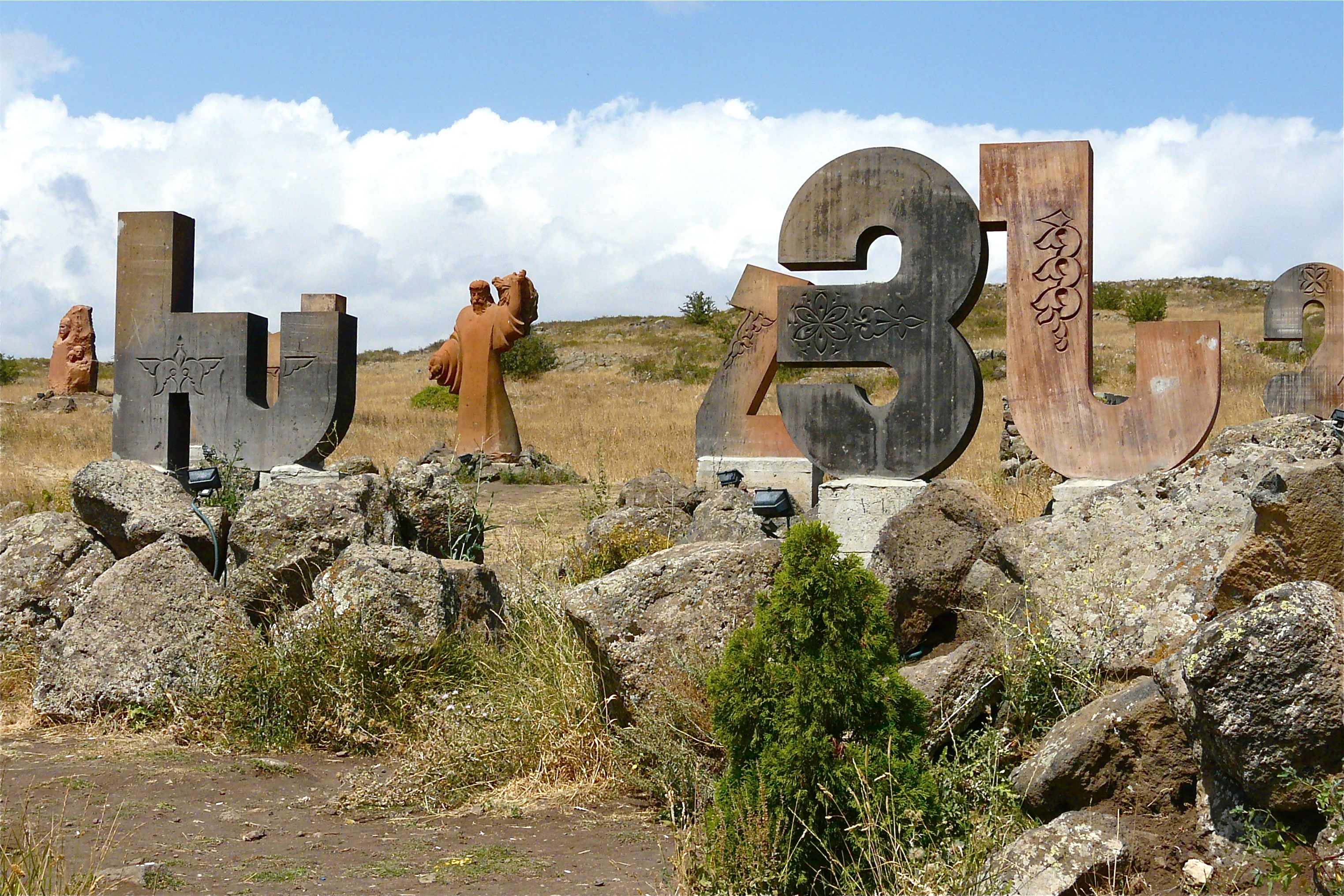
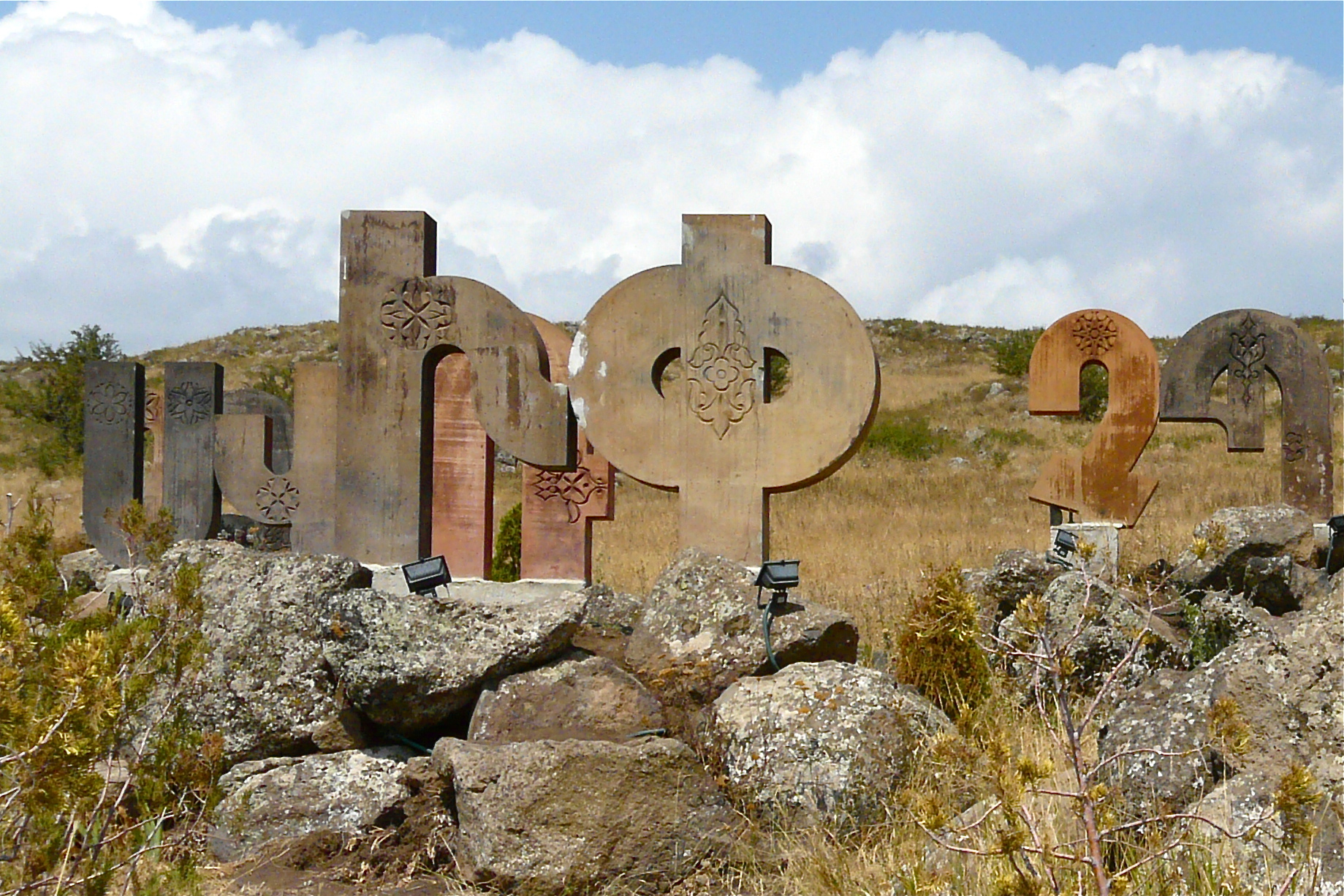
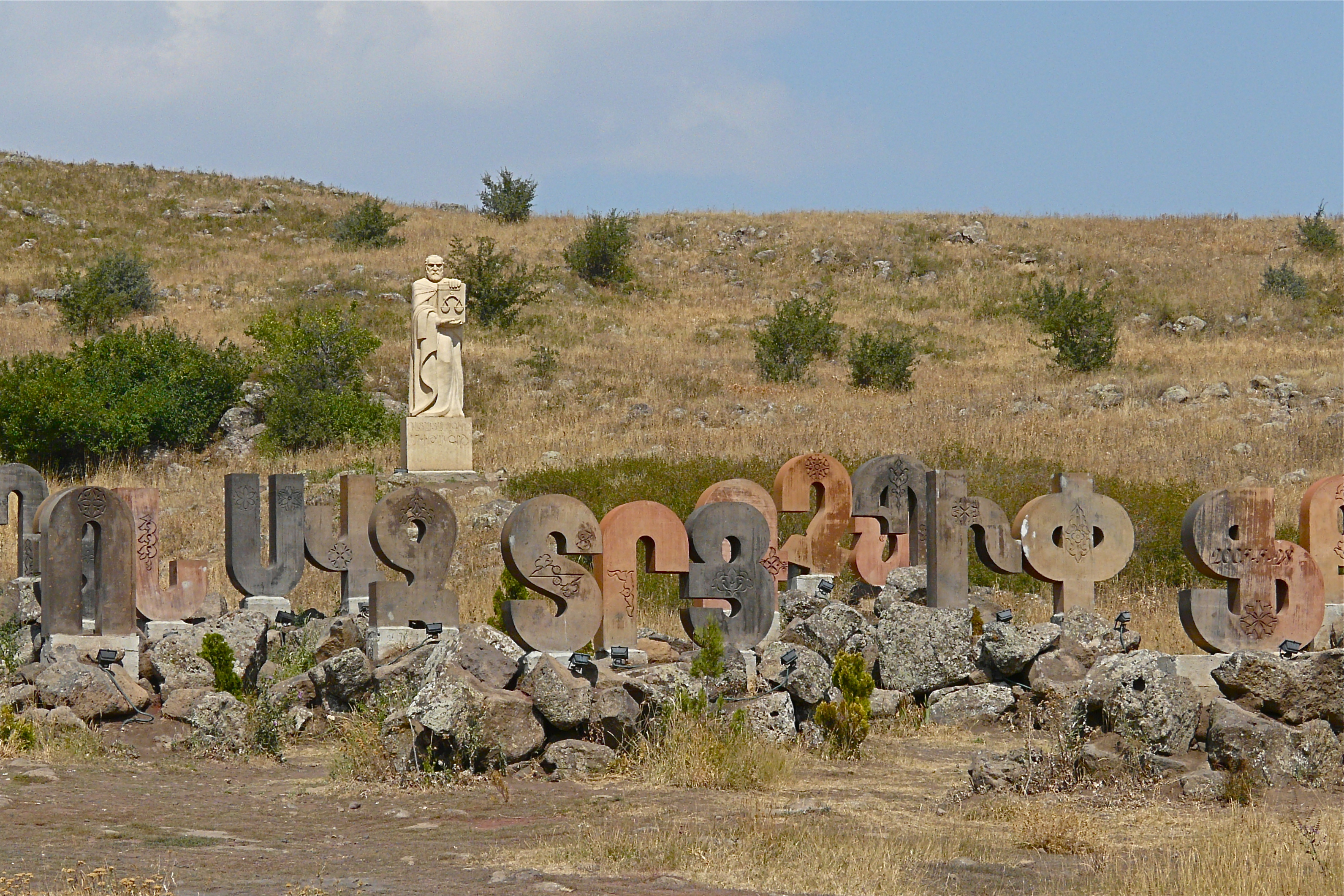